# Grimmenstein
Grimmenstein é um município da Áustria localizado no distrito de Neunkirchen, no estado de Baixa Áustria.